# Lago Spednic
O lago Spednic por vezes denominado lago Palfrey é um lago mesotrófico com cerca de 69,7 km2 de área e 1070 km2 de bacia de drenagem, que faz parte do conjunto lagunar denominado lagos Chiputneticook, localizados ao longo da fronteira Canadá-Estados Unidos, entre o estado do Maine e a província de New Brunswick.

## Descrição
Este lago bastante conhecido pela qualidade do pescados das suas águas, particularmente do robalo, geograficamente é tido como sendo a origem do rio Saint Croix, embora um outro lago a montante é que seja o lugar das nascentes do rio propriamente dito.
A fronteira internacional atravessa o lago, sendo que uma parte do lago, na zona nordeste, está inteiramente localizada no Canadá, e mantém o nome antigo de Lago Palfrey, nome que tinha antes da construção da barragem que expandiu o atual Lago Spednic, visto que nessa altura não eram uma só superfície de água. Actualmente estão hidrologicamente e ecologicamente ligados num único conjunto lagunar.
A primeira barragem construída neste local, foi-o em 1836 tendo como principal função o controlo das águas, tendo um nível de represamento de 4,6 metros (15 pés). Ao longo dos anos, este barragem foi sendo modificada, sendo que agora é conhecida como a Barragem de Vanceboro, e pertence e é operada por uma empresa de papel e celulose, a Georgia-Pacific.
O Fluxo de água a montante desta barragem é regulado no Rio Saint Croix internacional, nomeado por uma Comissão Internacional Mista entre Estados Unidos e Canadá.
As margens do lago estão praticamente no seu estado natural, e assim mantidas com status de proteção, seja através da propriedade da terra ou conservação pelo estado de Maine e ou pela província de New Brunswick.
Somente pequenas porções de terra em redor do lago permanecem em entidades privadas e o acesso principal às margens do lago é feito pelo estado do Maine e através de um do barco público com porto na cidade de Vanceboro. O local também pode ser acedido por canoas ou outros meios particulares.

## Peixes e história
A pesca desportiva no lago, bem como em toda a bacia lagunar envolvida (lago e rio), é uma fonte importante de receita e actividade económica para a região. As três principais espécies pescadas são o Morone americana, o Ameiurus nebulosus, e o Lota lota.
Existem outras espécies de peixes na bacia lagunar com potencial interesse para a pesca que incluem o Esox reticulatus, o Coregonus clupeaformis, o Osmerus mordax, a enguia-americana, o Luxilus cornutus, o Semotilus atromaculatuso e o Semotilus corporalis.
Entre as espécie de isca e outros peixes de menor porte do lago estão a enguia-americana, o Notemigonus crysoleucas, o Pungitius pungitius, o Margariscus margarita, o Catostomus commersonii, entre outros.
Este lago é também conhecido pela qualidade da pesca do Smallmouth bass, peixe introduzido na bacia em 1800 e que se tornou firmemente estabelecido por conta própria. O lago é conhecido pela sua pesca excepcional ao ar livre ao longo dos anos, em várias revistas da especialidade, de publicação nacional.
Na década de 1980, este tipo de pesca, em parte entrou em colapso, por razões que são totalmente desconhecidas, pois segundo especialistas, devem-se ao efeito combinado das populações de sável ter  recuperando grandemente após uma modificação passagem para peixes construída a jusante do rio e a grandes rebaixamentos do nível da água do lago.
Mudanças simultâneas em anádromos de acesso de peixe e o regime de gestão da água, além de um encerramento temporário para pesca do robalo, têm permitido que grande parte das espécies se recuperem, permitindo a sua reabertura para a pesca, embora o número de peixes de troféu com grande idade continua a ser baixa o suficiente para que a pesca seja vista como estando ainda em recuperação.
Neste lago existem apreciáveis quantidades de Salmo salar, pescado em trechos selecionados do lago, incluindo o braço do lago Palfrey. Os interessados nesta pesca são aconselhados pelas autoridades a contratar um guia local. A população de salmão baixou desde que foram introduzidos ilegalmente em 1997, provavelmente a partir dos Grandes Lagos.